# Arriali
L'Arriali è un fiume di 20 km della città metropolitana di Cagliari.

## Corso del fiume
L'Arriali nasce sulla punta Cuglieritano a 658 m s.l.m. con il nome di rio Coloru, che cambia poi in rio Canonica e poi in rio Corongiu, e infine prende il nome di Arriali.
Sfocia nel fiume Cixerri presso Villamassargia.